# راشد الأوربي
راشد الاوربي (137 هـ/ 753م - 177هـ/793م) هو ابن محمد بن عبد الحميد الأوروبي قائد قبيلة أوربة الأمازيغية. رافق المولى إدريس بن عبد الله في رحلته وساعدة على استباب حكمه وعلم ابنه ادريس الثاني العلوم الإسلامية والتخصصات العسكرية. كان الراشد دعامة أساسية للمولى إدريس وسببا في توجهه نحو المغرب وعرف راشد الأوربي بأنه من أهل النجدة والشجاعة والحزم والقوة والعقل والدين والنصيحة لآل البيت.

## مساعدة راشد لإدريس للخروج من الحجاز
عندما جد الهادي في طلب الحسنيين والبحث عنهم، بعث عيونه على الطرقات وجعل الرصاد في أطراف البلاد فلا يمر أحد حتى يعرف ويعلم صحة نسبه ومن أين قدم وإلى أين يسير. فجنب راشد إدريس هذه الصعوبات إذ عمد إلى أسلوب التمويه فألبسه ثيابًا قديمة ممزقة. وزاد على ذلك بأن صيره كالخادم له يأمره وينهاه. وإدريس على هذه الحال غادر الحجاز بعد أن ترك أهله وماله في المدينة، مغتنمًا فرصة عودة الحجاج إلى ديارهم، فانسل مع حجاج مصر وإفريقيا متخفيا مع راشد. وركبا الاثنان البحر من ميناء ينبع إلى بلاد النوبة. ومنها تابعا السير حتى دخلا مصر.

## مساعدة راشد لإدريس للاستقرار في وليلي بالمغرب

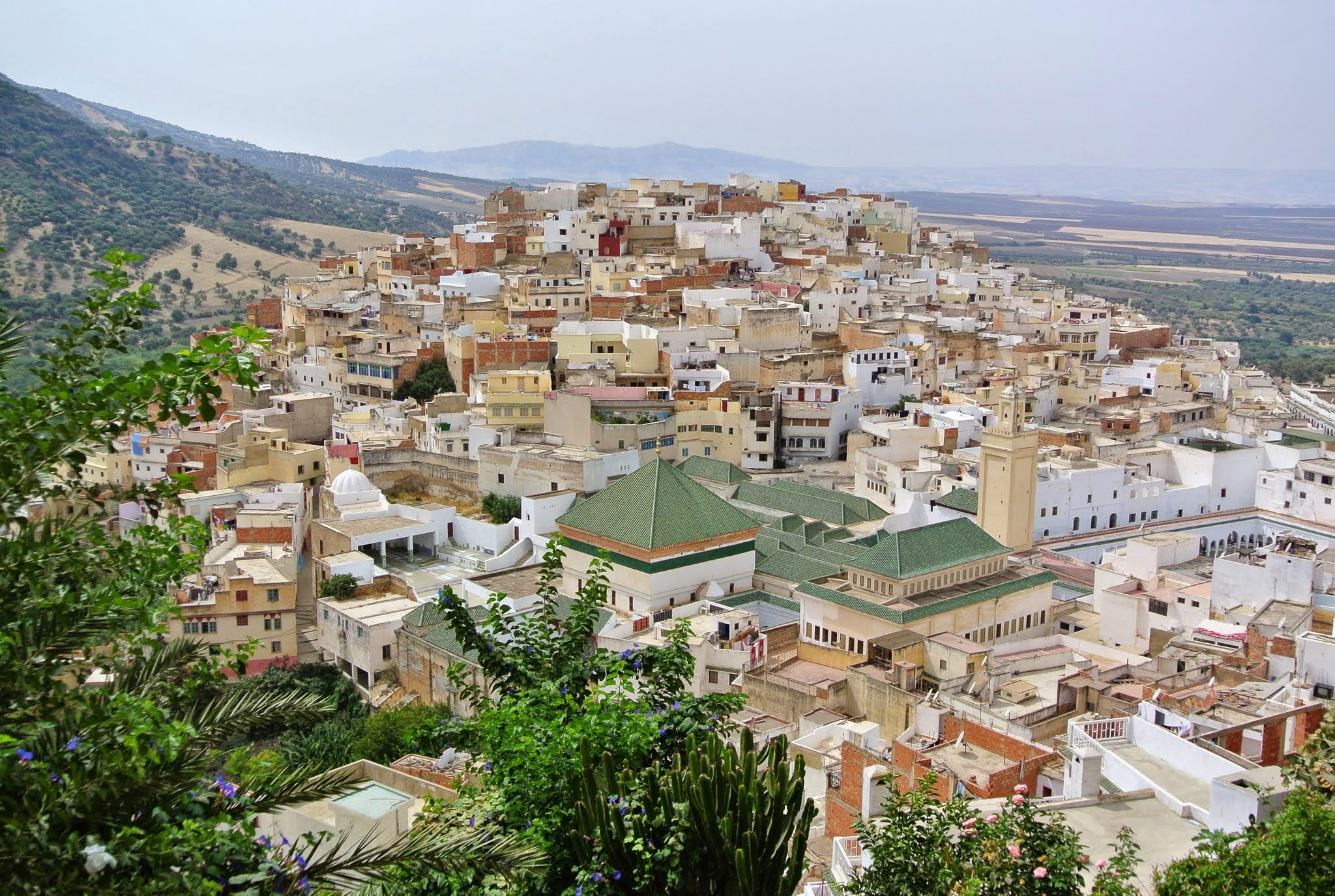
مدينة مولاي ادريس زرهون بالمغرب

وصل إدريس إلى طنجة وشرع يدرس أحوالها، كانت طنجة خارجة عن سلطة بغداد، لكنها المركز الرئيسي للعبور إلى الأندلس تعج بالعديد من الناس ذوي الاتجاهات المتباينة الذين لا يمكن الوثوق بهم والاعتماد عليهم، وهي أيضا مهددة من دولة الأمويين في الأندلس، ناهيك عن قلة أنصاره فيها. لذلك قرر مغادرتها لأنها لا تحقق طموحه. فيمم شطر جبل زرهون حيث تقيم قبيلة أوربة. وكان  راشد الأوربي  الأمازيغي هو من أوحى إليه بهذا الرأي. فوصلا إلى مدينة وليلي قاعدة زرهون في غرة ربيع الأول 172 هـــ / 9 آب 788 م. وهي مدينة متوسطة كثيرة المياه والزيتون محاطة بسور عظيم وحلا ضيفين على أميرها إسحاق بن محمد بن عبد الحميد الأوروبي.
كان راشد لا يزال يحتفظ منذ طفولته ببعض عادات الأمازيغ والتي أخذ بعضها عن والده. فقدمه إلى نسيبه الذي رحب بضيفه وأكرمه. وكان إسحق رجلا مستنيرًا. أقام إدريس في ضيافته ستة أشهر أمن فيها واطمأن بانت خلالها شمائله الحميدة الموروثة عن آبائه وأجداده. فكان حليمًا كريمًا حسن الطوية صادق النية متواضعًا بليغًا متفقهًا في الإسلام. وأكب إدريس على تثقيف مضيفه وتعليمه أصول الإسلام وأحكامه، فازداد تعلق إسحق بإدريس لما رأى هذه الصفات فخلع طاعة العباسيين وبايعه بالإمامة. واغتنم مناسبة حلول شهر رمضان من ذلك العام فجمع أقاربه الأوربيين وقدم إليهم الإمام إدريس سليل رسول الله صلى الله عليه وسلم، وبين لهم حلمه وعلمه وكمال دينه. فبايعونه بمدينة وليلي يوم الجمعة 4 رمضان 172 هـــ / 6 شباط 789 م عاهدوه على القيام بأمره والاقتداء به في صلواتهم وغزواتهم وسائر أحكامهم. كانت قبيلة أوربة وفيرة العدد قوية الشكيمة تفرض سيطرتها على منطقة زرهون. اجتمعت حول الإمام إدريس ونصرته، ودعت القبائل المجاورة لمبايعته، فلبت الدعوة وبايعته قبيلتا مغيلة وصدينة.

## الوصاية على ابن ادريس
في عام 791، اغتيل إدريس الأول بأمر من هارون الرشيد على يد سليمان بن جرير "الشماخ". لم يكن لإدريس ولد بعد، لكن زوجته كانت حامل، وسيكون هذا الطفل إدريس الثاني، سيتم إعلانه إماماً منذ ولادته، ولكن سيتم إنشاء وصاية في بداية حكمه، وكان أول أوصيائه راشد الذي منح الشاب إدريس أفضل تعليم، كما نجح راشد في الحفاظ على مكانة هذه الدولة الإدريسية الفتية في المغرب الأفصى

## موته
كانت سلطة رشيد قوية لدرجة أنه سك العملات المعدنية باسمه في وليلي وتاهرت. وهذا الحدث سيدفع الخليفة العباسي إلى أخذ التهديد الذي تمثله الدولة الإدريسية على محمل الجد، أدرك أن وفاة إدريس الأول لم تكن كافية للقضاء على هذا التهديد، فكلف إبراهيم بن الأغلب، والي إفريقية، بمهمة التخلص من راشد (رشيد)، الذي سيموت أيضًا مسمومًا، على يد رجل من حاشيته، مجهول الهوية، عميل وجاسوس للأغالبة.